# Hugo II de Saint Omer
Hugo II de Saint Omer (1150-después de 1204) fue príncipe honorífico de Galilea y señor de Tiberíades desde 1187 a 1204. Era el hijo de Gutierre de Saint Omer, príncipe de Galilea, y de Eschiva de Bures.
Cuando su padre murió, su madre se casó con Raimundo III, Conde de Trípoli, que de esta manera se convirtió también en gobernante de Galilea y de Tiberíades. En 1187, los caballeros del reino de Jerusalén fueron derrotados por Saladino en la batalla de los Cuernos de Hattin, perdiendo parte del reino, incluido el Principado de Galilea. Raimundo III murió poco después, por lo que Hugo II solo heredó el título, no la tierra (que estaba en manos de Saladino).
Se casó con Margarita de Ibelín, hija de Balián de Ibelín y María Comnena, pero no tuvo hijos. En 1204, le cedió sus derechos a su hermano Raúl de Saint Omer, y se estableció en el Imperio latino de Constantinopla. Murió en los años siguientes, antes de 1210, fecha en la que su viuda se casó con Gutierre III Brisebarre, señor de Cesarea.
- Datos: Q434421